# کاپی (بازیکن فوتبال، زاده ۱۹۷۹)
کاپی (انگلیسی: Capi؛ زادهٔ ۲۶ سپتامبر ۱۹۷۹) بازیکن فوتبال اهل اسپانیا است.
از باشگاه‌هایی که در آن بازی کرده‌است می‌توان به باشگاه فوتبال زامورا اشاره کرد.